# Tér (fizika)

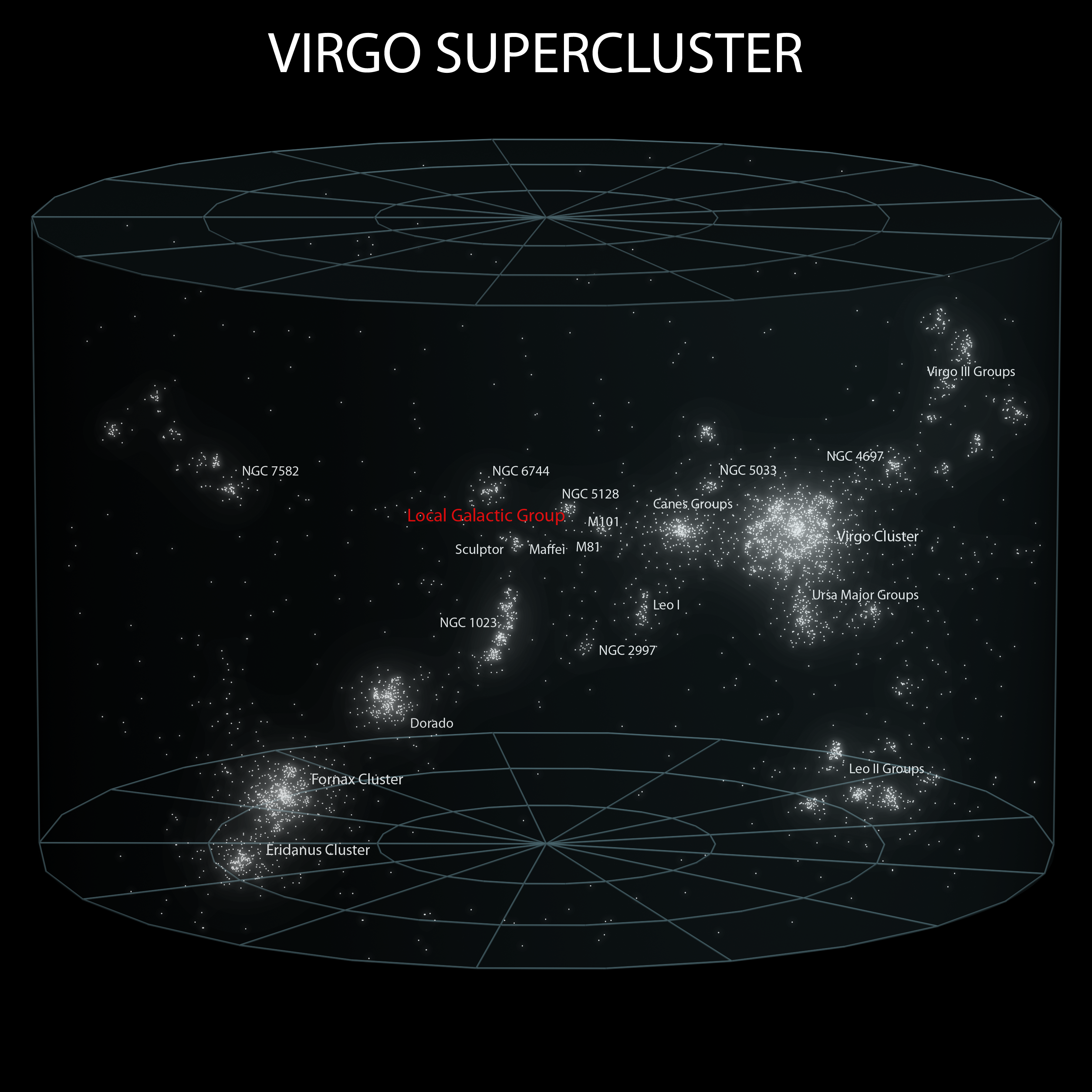
Virgo Szuperklaszter – a galaxisklaszterek által kifeszített tér

A tér a  fizikában egy matematikai modell, az anyagi tárgyak kölcsönös helyzeteinek halmaza ; az a 3 vagy több dimenziós viszonyítási rendszer, amelyben a testek és események viszonylagos helye és iránya megadható. 
A klasszikus Newton-féle mechanikában a tér az Euklideszi geometriából ismert 3 dimenziós koordináta-rendszer, amelynek dimenziói nem tartalmaznak görbületet.
A relativitáselméletben a tér és idő egyesül egy 4 dimenziós Minkowski-térben téridővé, amelyben az anyag tömege viszonylatában a tér dimenziói elhajlanak, és nem egyenes, hanem görbe alakot vesznek fel.
Egyes elméletek 4-nél több dimenziót definiálnak (n dimenziós tér), mint például a kutatás alatt álló (nem bizonyított) húrelmélet és M-elmélet.
Kutatás alatt álló és vitatott téma, hogy az anyag tekinthető-e úgy, mint a fizikai téridő tulajdonsága.

A filozófusok között nincsen egyetértés, hogy a tér maga entitásnak, entitások közötti rokonságnak/összefüggésnek/kapcsolatnak, vagy koncepcionális keret részének tekintendő. 

## A tér fogalma

Görbült tér

A tér, a tárgyak, anyagi testek befogadására azok létezésétől függetlenül létező és alkalmas „üres hely” fogalmát az antikvitásban valószínűleg nem ismerték. Arisztotelész írásaiban (pl. Fizika) nyoma sincs ennek a fogalomnak: ott csak test létezik, a test helyét pedig úgy határozza meg, mint a szóban forgó testet körülvevő más testek felületét. A hely egy testnek egy  másik testhez való viszonya, és így egyben az egész világhoz is viszonyított helyzete; ahol nincs test, ott hely sincs; a tér mint az összes hely gyűjtő fogalma, számára logikailag értelmetlen. Ezt a helyzetet elsősorban a vákuum fogalmának bevezetése változtatta meg a késő középkorban, az 1640-es és 1650-es években Evangelista Torricelli és Otto von Guericke kísérletei nyomán, illetve az a felismerés, hogy a világ jóval tágabb (sőt végtelen), mint az arisztotelészi-ptolemaioszi világképet elfogadva feltételezhető. Ha a világ végtelen, azaz nincs középpontja, akkor az abszolút hely és az abszolút mozgás fogalmai erősen kérdésessé válnak. Mindkét problémára Isaac Newton adott megoldást az abszolút tér fogalmának bevezetésével, és noha maga nem tartotta ezt a megoldást tökéletesnek, illetve véglegesnek, az ő felfogására épülő új világképet már a kortársak is „newtoninak” nevezték. Elsősorban Immanuel Kant munkásságának köszönhető (aki a teret a priori, velünk született szemléleti kategóriának tartotta), hogy ez a newtoni fizikára épülő világkép a szűk tudományos, fizikusi közösségen kívül is meggyökeresedett. A 20. századfordulóján először a pozitivisták (Ernst Mach) voltak az elsők, akik következetesen elvetették az abszolút tér fogalmát (lévén az nem szigorúan empirikus, hanem elméleti kategória), bár a problémákra adott pozitivista válaszok sem a fizikán belül nem váltak uralkodóvá, sem a mai tudományelmélet nem tartja a pozitivista programot kivitelezhetőnek. A. Einstein Mach kritikájának hatására ugyan, de közel sem pozitivista módon adott megoldást a kérdésre, általános relativitáselmélete szerint a tér szerkezetét (görbületét) a benne lévő anyag (mennyisége) határozza meg, amely tehát a newtoni abszolút tér elvetése, azonban a tér nála nemcsak hogy metafizikai konstrukció, hanem, lévén tulajdonságai kifejezetten és mérhetően az anyag tulajdonságaitól függenek, egészen valóságos dolog. „A teret egészen fizikai tárggyá tette, amely hatások kiváltására és elszenvedésére egyaránt képes.”
Hogy a tér pontokból áll-e vagy egyszerűen a pontok csak benne vannak a térben, filozófiai kérdés.
A fizikai tér definiálása azt jelenti, hogy a benne elhelyezni kívánt pontok és kiterjedt testek méreteit és egymáshoz viszonyított távolságait definiáljuk. Így a pontok és a testek – szomszédosságuk, elkülönülésük, rendezettségük, folyamatosságuk stb. révén  – mintegy kifeszítik a fizikai teret. Ahol nincsenek ilyen – anyagi – pontok és testek, ott fizikai térről sincs értelme beszélni. A távolságméréshez szükségünk van viszonyítási pontokra. Egy tárgy méretét úgy tudjuk meghatározni, ha egy másik tárgyat egyszer vagy többször mellé fektetünk, mindig megjegyezve a mért tárgyon, meddig tartott a mérő tárgy egy-egy lépésben. Tulajdonképpen kitalálhatunk egy saját módszert a csukott szemű mérésre is, megfelelő tánclépéseket alkalmazva, ekkor igazából előállítunk egy afféle görbült teret.

## A klasszikus háromdimenziós tér

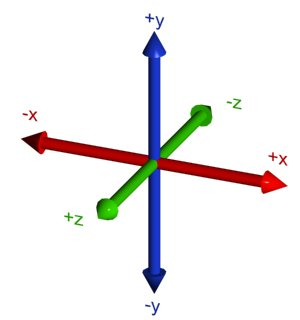
A 3 térdimenzió

Nézzünk egy pillanatra a szoba sarkába, oda ahonnan három vonal indul ki. Tetszés szerint: vízszintes (x), függőleges (y), van még egy harmadik ami az előző kettőre merőleges (z). Mindegyik, mindegyikre merőleges. Összesen 3 dimenzió. A tér annyi dimenziós, ahány ilyen vonalat tudok benne húzni, hogy mindegyik merőleges legyen az összes többire. Nem tudunk még egy vonalat húzni, egy negyediket ami az összes többire merőleges. Ezen az alapon azt mondjuk, hogy a tér dimenzióinak a száma, vagy ha tetszik, a benne lévő független irányoknak a száma három.

## Téridő

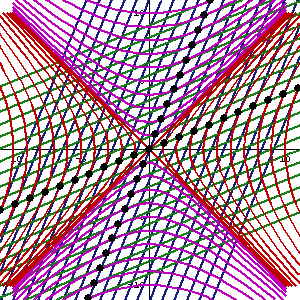
Lorentz-transzformáció a görbületlen téridőben (Minkowski-tér)

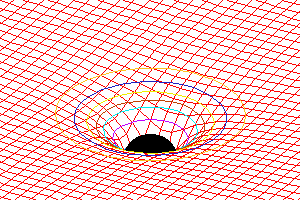
Gravitáció – a görbült téridő

A téridő a fizikában egy matematikai modell, ami egy sokaságban egyesíti a teret és az időt. A téridő általában egy négydimenziós koordináta-rendszer, három tér- és egy idődimenzióval; a rendszer pontjai egy-egy eseménynek felelnek meg. A relativitáselmélet előtti fizika a téridő geometriáját euklideszinek, a tér- és idődimenziókat egymástól és a bennük elhelyezkedő testektől függetlennek tekintette; a speciális relativitáselmélet szerint azonban a téridő Minkowski-geometriával írható le, és a benne egymáshoz képest mozgó megfigyelők mást-mást érzékelnek térnek és időnek; a pontos összefüggést a Lorentz-transzformáció adja meg. Az általános relativitáselmélet szerint pedig az anyag meggörbíti maga körül a téridőt, ami egy Riemann-geometriával jellemezhető.

## Kompakt térdimenziók

Földrajzi hosszúság és szélesség – kompakt makroszkopikus kétdimenziós tér

### Kaluza–Klein-modellek

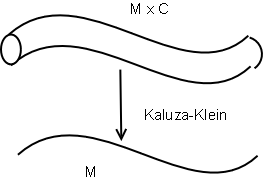
Kaluza–Klein kompaktifikálás

Einstein azzal a problémával küszködött, hogy egyesítse a mezőegyenleteket a gravitáció és a fény között. Theodor Kaluza levelet küldött Einsteinnek, amiben a relativitáselmélet megalkotójának elállt a szava. Kaluza ötlete az volt, hogy felírta a Riemann metrikus formulát öt dimenzióra. (lásd: Kaluza–Klein-elmélet) Az ötödik oszlopot úgy azonosította, mint Maxwell elektromágneses mezőjét, míg a maradék 4x4-es blokk Einstein régi négydimenziós formulája volt.  5x5-ös kvadratikus mátrixban könnyen szemléltethető, és mivel a magasabb dimenziószámban leírt kisebb dimenziókról van szó, így könnyen érthető is.

### Húrelmélet
A húrelmélet és az M-elmélet két egymásra épülő részecskefizikai modell, mely a részecskéket nem pontszerű, hanem kiterjedt objektumokként kezeli (húrok, membránok). A húrelméletnek a szuperszimmetriát is tartalmazó változatát gyakran szuperhúrelméletnek nevezik. Ezeket az elméleteket azért hozták létre, hogy az általános relativitáselméletet és a kvantummechanikát összhangba hozzák, és elkerüljék a részecskefizikának azokat a buktatóit, melyek a pontszerű részecskék feltételezésével előbukkannak. Az M-elméletben nem csak húrokat, hanem membránokat és magasabb dimenziós objektumokat is feltételeznek. Jelenleg nincs semmilyen kísérleti tény, amely a húrelméletet igazolná.
A húrelmélet elnevezést mind a 26 dimenziós bozonikus húrelméletekre, mind a szuperszimmetria felfedezése után annak hozzáadásával nyert szuperhúrelméletre szokták használni. Újabban gyakran a szuperhúrelméletet mondjuk húrelméletnek. Az 1990-es években Edward Witten és mások meggyőző bizonyítékokat találtak arra, hogy a különböző szuperhúr elméletek (öt különböző változata van) egy M-elméletnek nevezett 11 dimenziós elmélet határesetei. Ezzel indult el a második szuperhúr-forradalom. (Az M-elméletnek még a feketelyukak termodinamikájában is sikerült olyan eredményeket elérnie, amelyek a korábbi számításokkal összhangban vannak.)
A húrelmélet főként annak köszönheti népszerűségét, hogy reményeink szerint képes az összes erőhatás leírását egyetlen elméletbe összesűríteni. A húrelméletnek köszönhető, hogy mélyebben sikerült megértenünk a szuperszimmetrikus térelméleteket, amelyek a részecskéket pontszerűnek tekintő standard modellnek lehetséges kiterjesztései.